# لولیتا (ترانه ورونیکاس)
«لولیتا» (به انگلیسی: Lolita) ترانه‌ای از گروهٔ دونفرهٔ استرالیایی ورونیکاس می‌باشد که در ۲۷ ژوئیهٔ سال ۲۰۱۲ منتشر گردید و توسط ورونیکاس (جسیکا اوریگلیاسو و لیسا اوریگلیاسو) با لورا پرگولیزی و توبی گاد نوشته‌شده و تهیه‌کنندگی برعهدهٔ گاد بوده‌است. «لولیتا» در ابتدا قرار بود تک‌آهنگ اصلی سومین آلبوم استودیویی آن‌ها زندگی روی مریخ باشد که به‌دلیل مشکلاتی که این گروه با وارنر براز رکوردز داشتند، این آلبوم منتشر نشد و در نتیجه ورونیکاس قراردادی با سونی میوزیک امضا کردند و نام آلبوم به ورونیکاس تغییر یافت اما «لولیتا» در این آلبوم قرار نداشت و بعدها در آلبوم اسپاتیفای گردآوری‌شدهٔ ورونیکاس تحت عنوان دست‌نخورده قرار داده شد.